# フサイン＝マクマホン協定
フサイン＝マクマホン協定（フセイン・マクマホン協定）（フサイン・マクマホンきょうてい、英語: Hussein-McMahon agreement、アラビア語: مراسلات الحسين مكماهون）は、1915年にイギリスが、オスマン帝国の支配下にあったアラブ地域の独立と、アラブ人のパレスチナでの居住を認めた協定。

## 概要
メッカの太守であるフサイン・イブン・アリーとイギリスの駐エジプト高等弁務官ヘンリー・マクマホンとの間でやりとりされた書簡の中で、イギリスは対トルコ戦協力（アラブ反乱）を条件にアラブ人居住地の独立支持を約束した。これは、翌年のアラブ地域を分割を決定したサイクス・ピコ協定、翌々年のパレスチナへのユダヤ人入植を認めるバルフォア宣言と矛盾しているように見えたため、一連のイギリスの行動を指して「イギリスの三枚舌外交」とも言われる。しかし下記の通り、線引きを厳密に適用すればパレスチナはそもそもアラブ人国家のエリア内に含まれないこと、またサイクス・ピコ協定で規定されたフランス支配地域も、フランス直接統治領に限っていえば（ダマスカス近辺は被るものの）概ねフサイン＝マクマホン協定のエリア内に含まれないことから、それぞれの内容は、実はそれほど矛盾していない。にも関わらず、このイギリスの秘密外交がシオニストらの反発を買い、パレスチナ問題の要因となった。
決定的に重要とされているマクマホンの第二の手紙（1915年10月24日付）は、以下のように述べている。
ここで語られている線引きには、南のパレスチナ地域は含まれていない。したがって、少なくともこの協定とバルフォア宣言の間には矛盾はない。ただサイクス・ピコ協定との間では、同協定にてフランスの勢力圏下にあるとされたシリアおよび北メソポタミア（Aゾーン）をめぐって矛盾が生じた。フサインが最初に提示したエリアにはパレスチナが含まれていたが、フサインはバルフォア宣言が出されるまで、このパレスチナが含まれない線引きに関して、パレスチナの所属の確認をしていない。また、レバノンから地続きでありユダヤ教徒やキリスト教徒が一定数は居住しているパレスチナ地域は、イギリス側の提示した「純粋にアラブ人の地とは言えない」という条件に当てはまる。そして1919年のファイサル(フサインの息子)・ワイツマン会談では、パレスチナへのユダヤ人入植を促進させることで合意している。